# Balamkú
Balamkú egy maja régészeti lelőhely délkelet-Mexikóban, Campeche államban. Neve a jukaték-maja nyelvből származik, jelentése jaguártemplom. Története a késői preklasszikus korban kezdődött, fénykorát a klasszikus korban (250 és 900 között) élte. Legértékesebb lelete egy közel 17 méter hosszú stukkós fríz. A terület művészeti stílusán mind Río Bec, mind Petén hatása érződik.

## Leírás
Balamkú Campeche állam középső részén, Calakmul község területén található egy viszonylag sík területen, őserdővel teljesen körbevéve. A 186-os főút nyugat–keleti irányú, Escárcega és Xpujil közötti szakaszáról egy Nuevo Conhuásból induló, kb. 3 km-es leágazás vezet hozzá északnyugat felé.
Az 1990-ben felderített, körülbelül 1 km²-es terület három fő épületcsoportból áll: a déliből, a középsőből és az északiból. A déli csoportban négy tér helyezkedik el, központi építménye egy 10 méter magas piramisos talapzat, amelynek felső részén egy templom áll. Itt stukkódíszek maradványait találták meg. A középső csoportban két tér van, amelyek közül csak az északit tárták fel, és itt található Balamkú legfontosabb épülete is, amelyben a terület legértékesebb műalkotása, egy 1,75 méter magas, 16,80 méter hosszú stukkós, színes fríz látható. Ez a fríz 550 és 650 között készült, és a maja világegyetem-felfogásnak megfelelő allegóriákat ábrázol: a király trónra lépését például úgy ábrázolja, hogy a király egy szörny szájából emelkedik ki felfelé, mint ahogy a Nap felkel a látóhatáron, míg a király halálát úgy jeleníti meg, hogy a szörny szájába esik bele, mint ahogy a Nap este lemegy. Ugyancsak megjelennek a frízen kígyóalakok és három jaguár is.